# إيفا جابلونكا
إيفا جابلونكا (من مواليد 1952 في بولندا) هي باحثة في علم التطور وعالِمة في علم الوراثة. تحملُ إيفا الجنسية الإسرائيلية وقد عُرفت على وجه الخصوص باهتمامها بالوراثة اللاجينية. وُلدت في عام 1952 في بولندا وهاجرت إلى إسرائيل في عام 1957، وهي اليوم أستاذة في معهد كوهن لتاريخ فلسفة العلوم والفكر في جامعة تل أبيب. حصلت جابلونكا في عام 1981 على جائزة لانداو من إسرائيل لعملها المتميز في العلوم، كما حصلت لاحقًا على جائزة ماركوس، وهي من دعاة الحرية الأكاديمية.

## المسيرة الأكاديميّة
نشرت جابلونكا أطروحات علمية في موضوعات التطور، وخاصة علم التخلق. حظي تركيزها على الأشكال غير الجينية للتطور باهتمام أولئك الذين يحاولون توسيع نطاق التفكير التطوري في مجالات أخرى. وُصفت جابلونكا بأنها في طليعة ثورة مستمرة في علم الأحياء التطوري، وهي مؤيدة رئيسية للتوليف التطوري الموسع، وتشارك في ذلك جيرد بي. مولر.  
شاركت في تأليف كتابها الأول حول موضوع علم التخلق تحتَ عنوان «الوراثة اللاجينية والتطور: البعد اللاماركي» (1995) مع ماريون لامب، أما كتابها الثاني الذي صدر تحتَ عنوان «تقاليد الحيوانات» (2000) فقد شاركت في تأليفه مع إيتان أفيتال حيث ناقشَت فيه نماذج من التعلم الثقافي البشري وكيف انتقلَ إلى عالم الحيوان وذلك بغية إظهار أن التطور الثقافي قد لعب دورًا مهمًا في تطور الحيوانات الأخرى. شاركت جابلونكا مرة أخرى في تأليفِ كتابٍ جديدٍ مع زميلها لامب «التطور في أربعة أبعاد» (2005). بناءً على نهج علم الأحياء النمائي التطوري والنتائج الأخيرة في علم الأحياء الجزيئي جادل الطرفانِ في قضية انتقال ليس فقط الجينات في حد ذاتها، ولكن الاختلافات الوراثية التي تنتقلُ من جيل إلى جيل بأي وسيلة. اقترحَ الكاتبان أنّ مثل هذا الاختلاف يُمكن أن يحدث على أربعة مستويات.
1. على المستوى الفيزيائي للوراثة.
2. على المستوى اللاجيني الذي يتضمن تباينًا في معنى خيوط الحمض النووي الريبوزي منقوص الأكسجين (دنا)، حيث تنتقل الاختلافات في ترجمة الحمض النووي أثناء عمليات النمو لاحقًا أثناء التكاثر، والتي يمكن أن تغذي بعد ذلك تعديل تسلسل الحمض النووي نفسه.
3. يحظى باهتمام خاص لجابلونكا ، ويشمل نقل التقاليد السلوكية. على سبيل المثال ، هناك حالات موثقة من التفضيلات الغذائية التي يتم نقلها ، من خلال التعلم الاجتماعي ، في العديد من الأنواع الحيوانية ، والتي تظل مستقرة من جيل إلى جيل بينما تسمح الظروف بذلك.
4. الميراث الرمزي الذي ينفرد به البشر، والذي يتم فيه نقل التقاليد من خلال قدرتنا على فهمِ اللغة والثقافة، وتمثيلاتنا لكيفية التصرف، والتواصل عن طريق الكلام والكتابة.[9]

يميز جابلونكا ولامب نهجهم عمّا يقولانِ إنّه تفاهات علم النفس التطوري، وحتى من أفكار نعوم تشومسكي للقواعد العامة. يجادلان بأن هناك تفاعلات ثابتة بين المستويات – آليات الوراثة اللاجينية والسلوكية وحتى الرمزية تنتج أيضًا ضغوط اختيار على الوراثة القائمة على الحمض النووي، ويمكن في بعض الحالات حتى المساعدة في توجيه تغييرات الحمض النووي نفسها – لذلك «تطوّّر التطور». لإضفاء الحيوية على نصهم، يستخدمان تجارب فكرية وحوارًا مع مستفسر متشكك، من أجلِ ما يُعرف بـ «التخمين المعاكس». نشرت جابلونكا ولامب عام 2008 يحث «ورقة الميراث الناعم: تحدي التركيب الحديث» الذي ادعى أن هناك دليلًا على أن أنظمة التحكم اللاجينية لاماركية تسبب تغيرات تطورية ويمكن أن تؤدي الآليات الكامنة وراء الوراثة اللاجينية أيضًا إلى تغييرات ملحية تعيد تنظيم الإبيجينوم.
نشرت جابلونكا وسيمونا جينسبيرغ عام 2019 كتاب «تطور الروح الحساسة: التعلم وأصول الوعي» وفيه اقترحا نظرية جديدة حول أصل الوعي تتمحور حول التعلم مستوحاة من المنهجيات المستخدمة لتمييز الانتقال من اللا حياة إلى الحياة، حيث يَقترحُ المؤلفان مجموعة من المعايير التي تحدد الانتقال إلى الحد الأدنى من الوعي: شكل معقد من التعلم النقابي، والذي يسمونه التعلم النقابي غير المحدود. نشرت جابلونكا وجينسبيرغ في العام الموالي (2022) كتابًا جديدًا بعنوان «تصور العقل: الوعي من خلال عدسة التطور» حيثُ قامتا بفحص أسئلة ماهية الوعي وكيف تطور ومن/أو ما هو واعي. تقترحُ الكاتبتان أن الوعي لا يوجد فقط في البشر ولكن أيضًا في حيوانات مثل الأخطبوطات والنحل، بالإضافة إلى التكهنات حول الكائنات الفضائية والذكاء الاصطناعي، كما فحصا ما يميز البشر سواء كانَ في الموسيقى أو صناعة الأدوات أو الإحساس أو اللغة الرمزية.